# 169-я пехотная дивизия (вермахт)
169-я пехотная дивизия (нем. 169 Infanterie-Division) — тактическое соединение сухопутных войск вооружённых сил нацистской Германии периода Второй мировой войны.. В годы Второй мировой войны восемь военнослужащих дивизии получили Рыцарский крест.

## История
169-я немецкая пехотная дивизия была сформирована  28 ноября 1939 года. В мае 1940 года находилась в резерве ОКХ. С июня 1941 года вошла в состав 36-го армейского корпуса из 20-й горной армии на территории Финляндии. Пробыла в составе 20-й армии с июля 1942 года по март 1945-го. С февраля 1941 года дивизия воевала в окрестностях Кандалакши и оставалась там до выхода Финляндии из войны. Вернулась в Норвегию осенью 1944 года. В начале 1945 года была переведена обратно в Германию, войдя в войсковой резерв Берлинской группировки вермахта. Уничтожена Советской армией в Померании в апреле 1945 года.

## Состав дивизии (1939—1940 годы)
- 378-й пехотный полк
- 379-й пехотный полк
- 392-й пехотный полк
- 230-й артиллерийский полк
- 230-й противотанковый артиллерийский дивизион
- 230-й инженерный батальон
- 230-й батальон связи
- 230-й батальон обеспечения

## Командиры дивизии
- 29 ноября 1939 — 1 декабря 1939 генерал-лейтенант Филипп Мюллер-Гебхард
- 1 декабря 1939 — 1 февраля 1941 генерал-лейтенант Хайнрих Кирхайм
- 1 февраля 1941 — 29 сентября 1941 генерал-майор Курт Дитмар
- 29 сентября 1941 — 22 июня 1943 генерал артиллерии Герман Титтель
- 22 июня 1943 — до 8 мая 1945 генерал-лейтенант Георг Раджей